# Їславед
Їславед (швед. Gislaved) — містечко (tätort, міське поселення) на Півдні Швеції в лені Єнчепінг. Адміністративний центр комуни Їславед.

## Географія
Містечко знаходиться у південно-західній частині лена Єнчепінг за 340 км на південний захід від Стокгольма.

## Історія
Перші згадки про Їславед припадають на 1434 рік. Під цією назвою згадується млин. У 1538 році в селі Їславед було п'ять будинків.
У 1743 році Карл Густав Гилленгек і Жан Каміц на водоспаді в Ніссані заснували металургійний завод. Залізорудний завод називали Гилленфорсом. За цей час у селі проживало 60-70 мешканців. З розвитком залізорудних підприємств сюди стали прибувати нові мешканці. Хоча основим заняття від найдавніших часів до XVIII століття залишалося сільське господарство.
Завод Гилленфорс у середині ХІХ столітті перейшов на виробництво скла, яке тривало до 1890 року. У 1896 році завод купила фірма Svenska Gummifabrik AB. Друга половина XIX століття характеризується збільшенням кількості мешканців, багато з них займалися дрібним виробництвом.

## Герб міста
Герб було розроблено для торговельного містечка (чепінга) Їславед: у червоному полі срібне тонке кільце, у якому золотий топографічний знак трактиру. Топографічний знак з давніх шведських карт вказує на трактир, який знаходився в містечку Їславед на шляху між Гальмстадом і Єнчепінгом. Срібне кільце символізує єдність. Герб отримав королівське затвердження 1953 року.
Після адміністративно-територіальної реформи, проведеної в Швеції на початку 1970-х років, муніципальні герби стали використовуватися лишень комунами. Цей герб був 1971 року перебраний для нової комуни Їславед.

## Населення
Населення становить 10 389 мешканців (2018).

## Економіка
Їславед відомий гумовою фабрикою, створеною ще 1895 року під назвою Svenska Gummifabriken i Gislaved. До 1992 року в місті розташовувалася штаб-квартира відомого виробника автомобільних шин Gislaved. Але її викупили німецькі інвестори і перенесли виробництво в Португалію. У місті також прцює низка підприємств із виготовлення пластикових та інструментальних виробництв.

## Спорт
У поселенні базуються футбольний клуб Їславед ІС, хокейний Їславед ІК та волейбольний Їславед ВК.

## Галерея

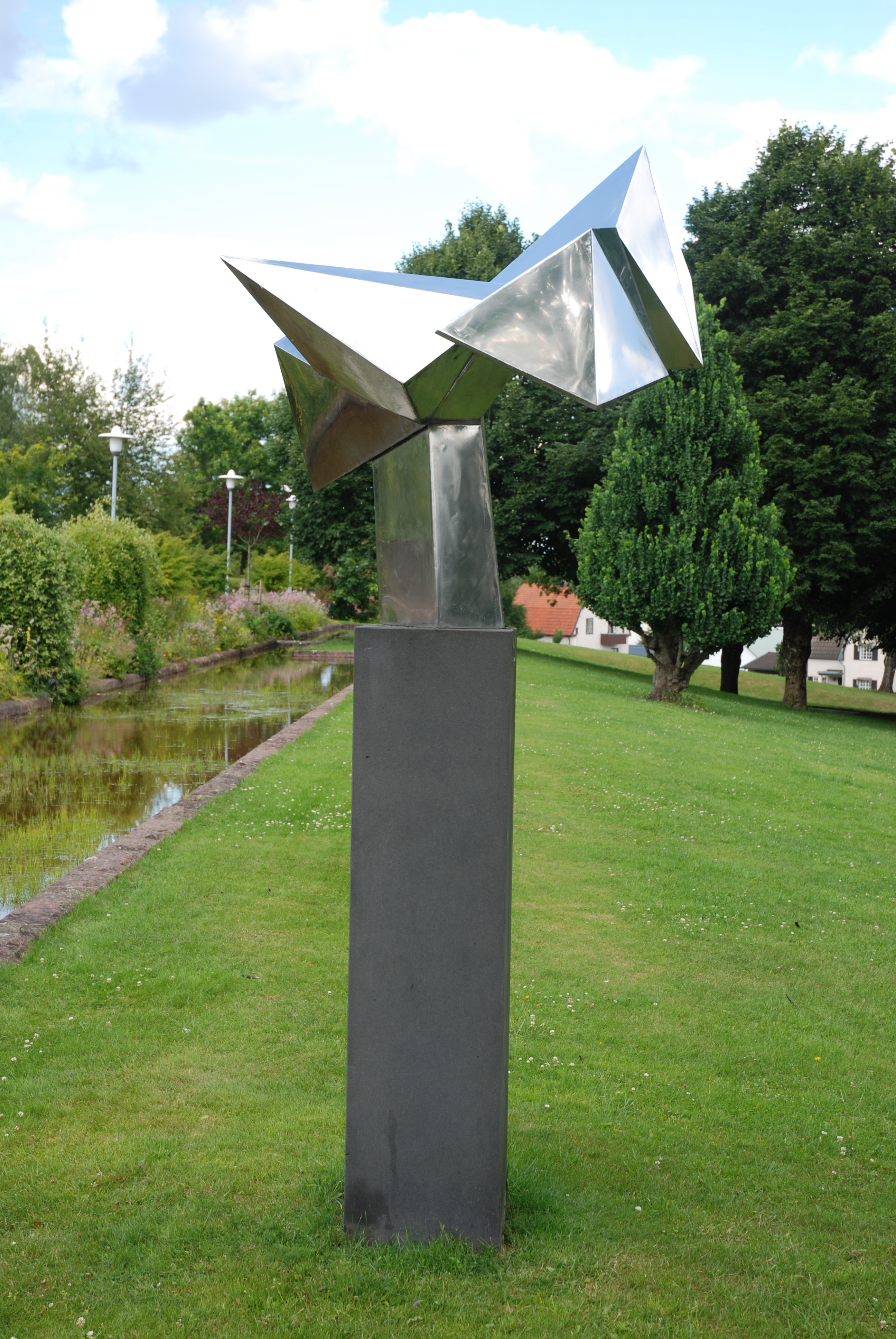
Роланд Андерссон. Крижані кристали
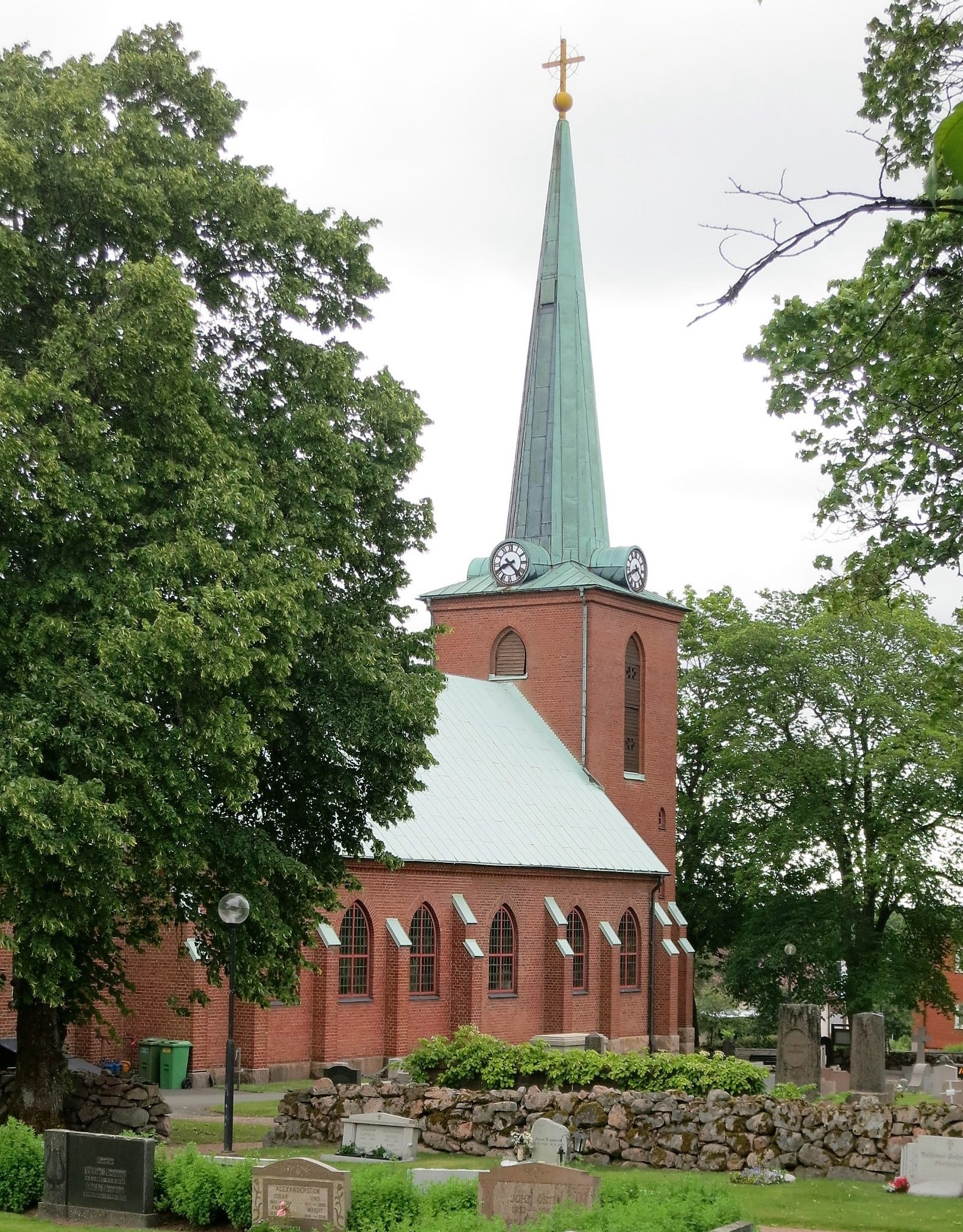
Церква
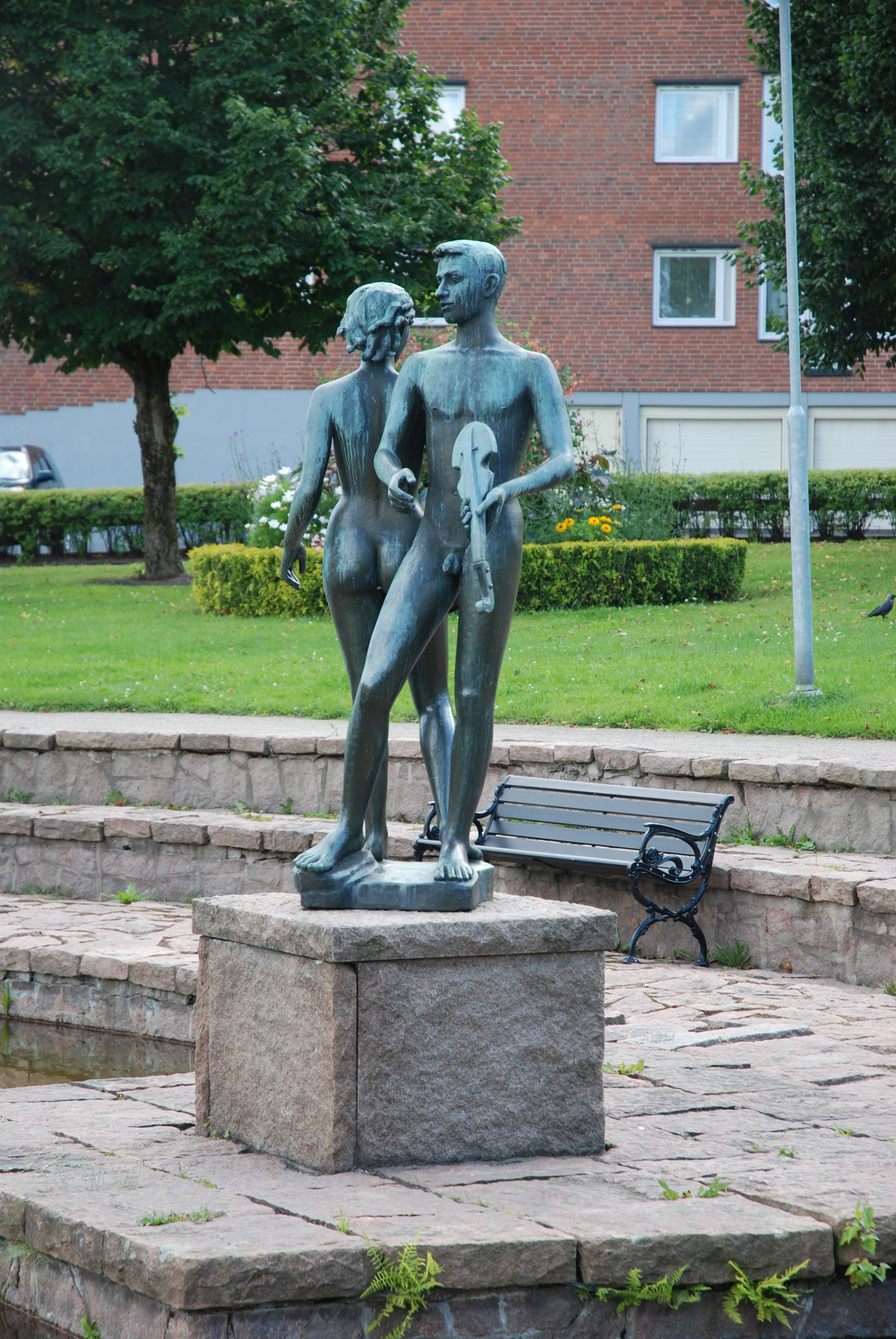
Аксель Валленберг. Народна пісня

## Покликання
- Сайт комуни Їславед [Архівовано 12 лютого 2021 у Wayback Machine.]